# Fabian Aichner
Fabian Aichner (ur. 21 lipca 1990 w Bozen-Südtirol) – włoski profesjonalny wrestler. Najbardziej znany ze swoich występów w WWE. W przeszłości występował w federacjach niezależnych pod pseudonimem ringowym Adrian Severe.

## Kariera profesjonalnego wrestlera

### Wczesna kariera (2011–2017)
Aichner rozpoczął karierę profesjonalnego wrestlera 12 grudnia 2011 występując dla promocji New European Championship Wrestling (NEW). W 2012 wystąpił w finałach turnieju o NEW World Heavyweight Championship, lecz nie zdołał wygrać tytułu. Rok i dwa lata później ponownie wziął udział turnieju o tytuł i przegrał w finale. W 2017, Fabian i Mexx wygrali NEW World Tag Team Title Tournament.
W 2014, Aichner pokonał Chaosa w finale King of the North Tournament. W 2017 występował dla federacji German Wrestling Federation (GWF) i Flemish Wrestling Force (FWF).

### WWE

#### NXT (2016)
W czerwcu 2016, Aichner stał się jednym z 32 uczestników nadchodzącego turnieju Cruiserweight Classic federacji WWE i reprezentował Włochy. Odpadł w pierwszej rundzie będąc pokonanym przez Jacka Gallaghera.
5 czerwca 2017 zostało ogłoszone, że Aichner podpisał kontrakt z WWE i został przydzielony do rozwojowego brandu NXT. 22 czerwca wystąpił po raz pierwszy podczas live eventu, lecz przegrał z Adrianem Jaoude. Jego telewizyjny debiut w NXT odbył się 27 września, gdzie przegrał z Kassiusem Ohno. 1 listopada odniósł pierwsze zwycięstwo podczas odcinka tygodniówki NXT pokonując Johnny'ego Gargano.

## Styl walki
- Finishery
  - Springboard tornado DDT[15]
- Przydomki
  - „The Next Level”[16]

## Mistrzostwa i osiągnięcia
- Championship Of Wrestling
  - cOw Interstate Championship (1 raz)[17]
- Dansk Pro Wrestling
  - King Of The North Tournament (2014)[18]
- New European Championship Wrestling
  - NEW Hardcore Championship (1 raz)[19]
  - NEW World Heavyweight Championship (2 razy)[20]
  - NEW World Tag Team Championship (1 raz) – z Mexxem[21]
  - NEW World Tag Team Championship Tournament (2012) – z Mexxem
- Power Of Wrestling
  - POW Tag Team Championship (1 raz) – z Jamesem Masonem[22]
- Pro Wrestling Illustrated
  - PWI umieściło go na 283. miejscu w top 500 wrestlerów rankingu PWI 500 w 2016[23]